# 4e brigade mécanisée (Royaume-Uni)
Pour les articles homonymes, voir 4e brigade.
La 4e brigade mécanisée (en anglais 4th Mechanized Brigade) est une brigade blindée de la British Army (armée de terre britannique).

## Historique
Crée en 1939, Elle opéra plusieurs missions au cours de la Seconde Guerre mondiale au sein de la 7e division blindée, notamment lors de la bataille de Normandie puis fut dissoute en 1945.
Elle est reconstituée en 1976 et intégrée dans la British Army of the Rhine, au sein de la 1re division blindée jusqu'en 2011 où elle est rattachée à la 3e division d'infanterie et stationne depuis en Angleterre.